# Agar (priimek)
Agar je priimek več znanih tujih oseb:
- Eileen Agar (1899—1991), argentinsko-angleška surrealistična slikarka
- Herbert Sebastian Agar (1897—1980), ameriški pisatelj in literarni kritik
- John Agar (1921—2002),  ameriški igralec